# Himno del Estado de Durango
El Himno del Estado de Durango es el himno oficial del estado de Durango, en México. El autor de la letra es el mtro. Eliut Sebastián Navarro Hernández, y fue musicalizado por Jesús Mena Saucedo, quienes fueron los ganadores del concurso convocado por la Secretaría de Educación en el marco del 450.° aniversario de la fundación de la capital del estado.

## Antecedentes
Derivado de que no se tenía un Himno del Estado, el Congreso Estatal crea la Ley del Himno del Estado de Durango con el decreto 398 y posteriormente crea la Ley sobre el Escudo, la Bandera y el Himno del Estado.
El Himno fue interpretado por vez primera en Sesión solemne del Congreso del Estado el día 8 de julio de 2013, en el marco del festejo del 450 aniversario de la fundación de la ciudad.

## Letra
La letra del Himno consta de 2 Coros intercalados entre 4 estrofas, que son los siguientes:
CORO 1
| Duranguenses de pecho de plata, Mina de oro, de cobre y de zinc. Con orgullo heredamos la casta, Como el pino que apunta al sinfín. |

ESTROFA I
| Son sus hijos valientes forjados, Uniformes del mismo sentir, Entonemos la voz mexicanos Y la gloria dispónganse a asir. Sin fusil ni sangre derramada, Hoy verbena debemos cantar, Y en las sienes ramas de laureles; Victoria de Durango a triunfar. |

CORO 2
| Somos valles, quebradas y fauna; nopalera, cascada y maguey. Es Durango: "más allá del agua"; patrimonio del cielo por ley. |

ESTROFA II